# Sagrada Família (kommun i Brasilien)
Sagrada Família är en kommun i Brasilien.   Den ligger i delstaten Rio Grande do Sul, i den södra delen av landet, 1 400 km söder om huvudstaden Brasília. Antalet invånare är 2 595.
Trakten runt Sagrada Família består till största delen av jordbruksmark. Runt Sagrada Família är det ganska glesbefolkat, med 32 invånare per kvadratkilometer.